# Grasa
Faragó René, művésznevén Grasa, magyar rapper, dalszerző és producer, aki főként az underground hiphop, trap és drill műfajokban alkot. Művészetét erőteljes hangzás, kísérletező produkció és személyes, gyakran sötét hangulatú szövegek jellemzik. Az ezredforduló után indult hazai újhullámos rap egyik meghatározó alakja.

## Pályafutása
Grasa a 2020-as évek elején tűnt fel. Korai munkái SoundCloudon jelentek meg, majd a Tilidin című számmal vált ismertebbé a szélesebb közönség számára. Számos kollaborációban vett részt, köztük Pogány Indulóval, akivel a Fienduló című dalt is készítette.

## Stílus és hatások
Zenei stílusára a sötét hangulat, elektronikus alapok és társadalomkritikus szövegek jellemzők. Inspirációként több nemzetközi és hazai előadót is megemlít, vizuális világa pedig gyakran avantgárd elemeket tartalmaz.

## Diszkográfia

### Albumok
- Water Level (2020)
- Budagyöngye (2022)
- GG vs Grasa (2023)

### Ismert kislemezek
- Tilidin (2022) – Grasa (önálló)
- Fienduló (2023) – Pogány Induló (Grasa közreműködéssel)
- Zura (2022) – ibbigang, Valter (zenész), gyuris és Grasa
- Feminist (2022) – Grasa (önálló)
- Szeged felől (2022) – Grasa (önálló)
- 2M (2022) – Grasa (önálló)

## Fellépések
Szerepelt több jelentős fesztiválon és koncerthelyszínen, köztük:
- Sziget Fesztivál (2023)[1]
- Strand Fesztivál (2023)[2]
- Kolorádó Fesztivál (2022)[3]
- Budapest Park (2022, 2023)[4]
- Akvárium Klub (2022, 2023)[5]
- EXIT Festival (2023)[6]

## Médiamegjelenések
2023-ban szerepelt az After Talks című videósorozatban, ahol mentális egészségről és önismeretről is beszélt.

## Külső hivatkozások
- Grasa YouTube-on (stream).
- Grasa Spotify-on
- Grasa az Instagramon
- Viberate adatlap